# Jan Svenungsson

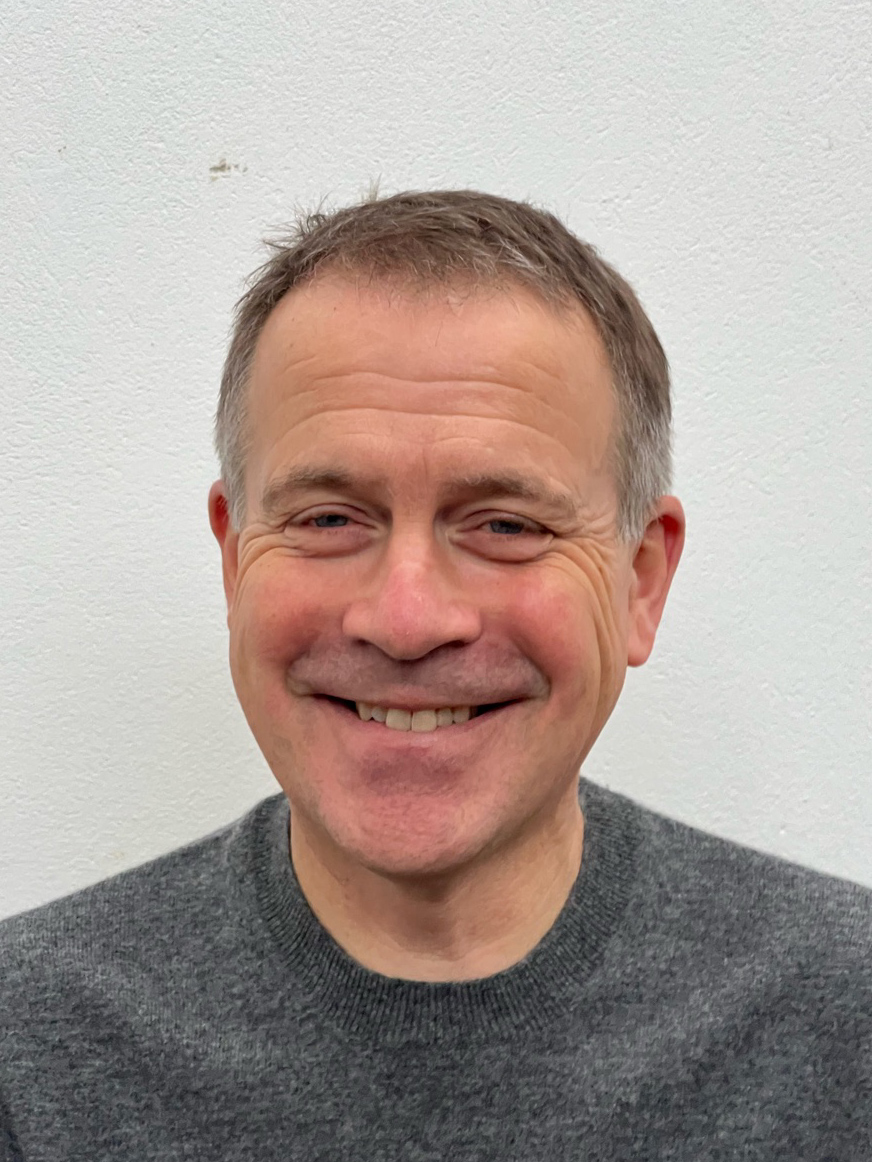
Jan Svenungsson (2025)

Jan Henrik Svenungsson (* 30. August 1961 in Lund) ist ein schwedischer Künstler, Autor und Essayist. Seit 2011 ist er Professor für Zeichnung und Druckgrafik an der Universität für angewandte Kunst Wien.

## Leben
Jan Svenungsson wurde 1984 bis 1989 an der Kungliga Konsthögskolan Stockholm ausgebildet und studierte 1988 bis 1989 am Institut des hautes études en arts plastiques in Paris.
1996–2000 hatte er eine Professur für Fotografie an der Universität Göteborg in Schweden inne. 2007–2009 war er Professor an der Postgraduiertenabteilung der Akademie der Bildenden Künste Helsinki in Finnland. Seit 2011 ist er Professor für Zeichnung und Druckgrafik an der Universität für angewandte Kunst Wien.

## Werk

### Serien
Svenungssons Werk ist seit den späten 1980er Jahren multidisziplinär und verbindet konzeptionelles Denken mit einer starken Verbundenheit zu handwerklichen Methoden und einem Spiel mit dem Zufall. Als seine Arbeit zum ersten Mal wahrgenommen wurde, war sie von der experimentellen Verwendung der Fotografie geprägt und hinterfragte das Verhältnis zwischen Realität und Darstellung. Mit dem Aufkommen der Digitalfotografie hat Svenungsson seine Aufmerksamkeit weitgehend auf die handwerkliche Herstellung gerichtet. Er neigt dazu, in langen Serien zu arbeiten, wie z. B. die 1992 begonnene Serie „Test Paintings“, oder die ab 1995 erstmals entstandenen „Psycho-Mappings“. Die 1993 begonnenen „Chimney Drawings“ untersuchen, wie ein einziges Thema (fast) endlos innerhalb von Zeichnungen variiert und wiederholt werden kann. Dieser Serie folgen die „Trial Drawings“ (ab 2009). Seit den späten 1980er Jahren ist der Schornstein ein wiederkehrendes Motiv in Svenungssons Kunst. Beginnend im Moderna Museet in Stockholm, wo er seine erste Schornsteinskulptur mit 10 Metern Höhe errichtete, baute der Künstler ab 1992 mehr als 10 Schornsteinskulpturen, die jeweils einen Meter höher sind als die vorhergehende. Diese Skulpturen befinden sich in Schweden, Südkorea, Finnland und Deutschland.

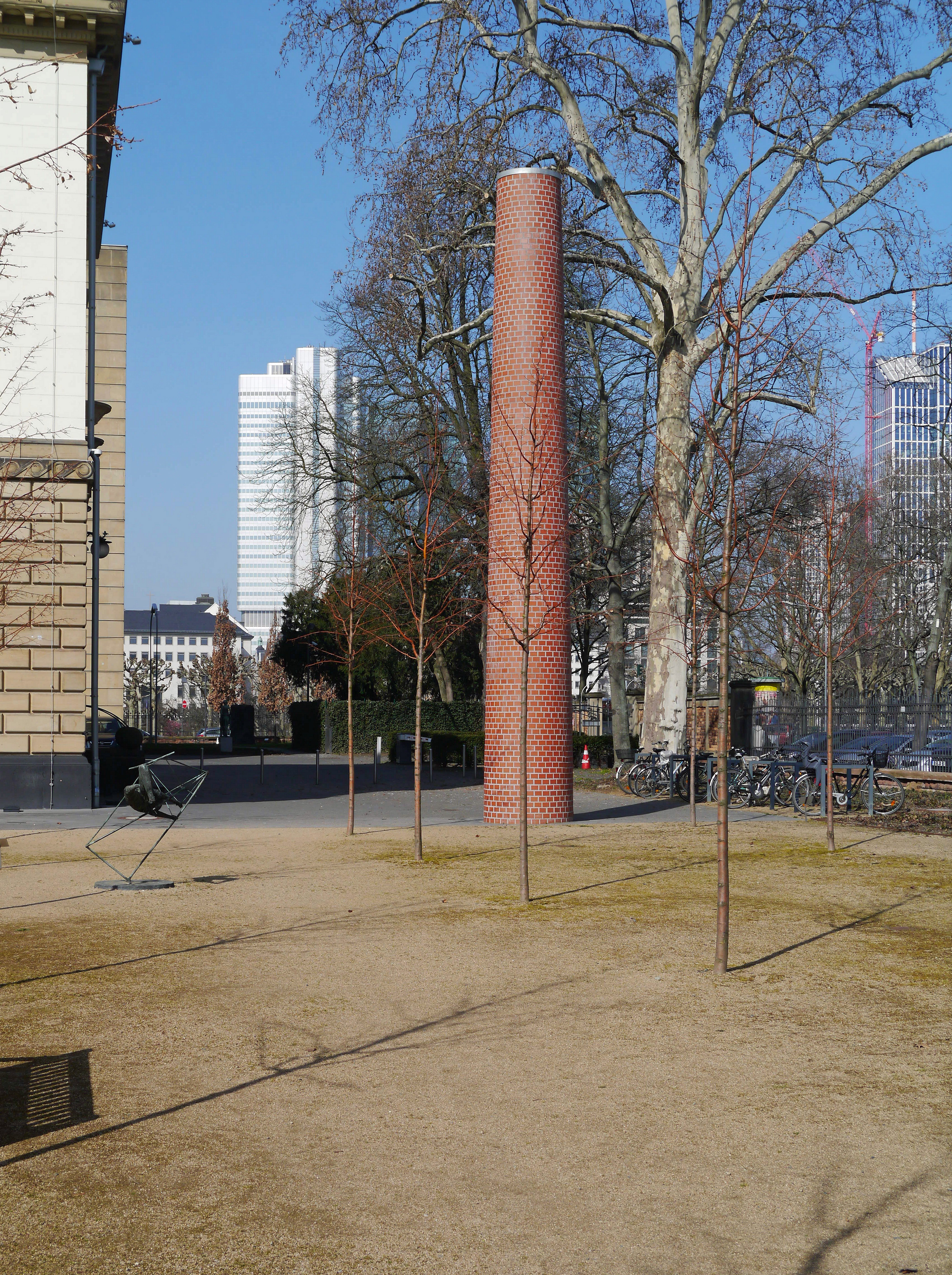
Skulptur First Chimney II, 2013 von Jan Svenungsson im Skulpturengarten des Städelgartens in Frankfurt am Main

### Kunst im öffentlichen Raum
Beispiele für permanente Kunst im öffentlichen Raum (außer Schornsteinen)ː
- „The Key to the Code“ („Der Schlüssel zum Code“), großformatige Skulptureninstallation für das Bundesinstitut für Arzneimittel und Medizinprodukte, Bonn, Deutschland.

- „En tidsmaskin på torget“ (Eine Zeitmaschine auf dem Stadtplatz), Granit, 2009, Sjövikstorget, Stockholm
- „Loose Chimney Fragment“[6], Granit, STOA169 Säulenhalle, Polling, Deutschland

### Schornsteinskulpturen
| Schornstein      | Ort | Jahr    | Höhe     |
| ---------------- | --- | ------- | -------- |
| First Chimney    | Bei Moderna museet in Stockholm, Teil der Ausstellung Rum Mellan Rum, abgerissen 1994                                      | 1992    | 10 meter |
| Second Chimney   | Expo Park in Daejeon für die Ausstellung Future Lies Ahead, abgerissen ca. 2005–2010                                       | 1993    | 11 meter |
| Third Chimney    | Kotka, abgerissen 2007 | 1995    | 12 meter |
| Fourth Chimney   | Drewen/Brandenburg | 1996–99 | 13 meter |
| Fifth Chimney    | in Motala ström, Norrköping                                                                                                | 1999    | 14 meter |
| Sixth Chimney    | Pentruper Mersch, Hembergen (Münsterland)                                                                                  | 2001    | 15 meter |
| Seventh Chimney  | Buxtehude für die Ausstellung A Whiter Shade of Pale – Kunst aus den Nordischen Ländern an der Unterelbe                   | 2004    | 16 meter |
| Eighth Chimney   | Wanås Skulpturenpark | 2007    | 17 meter |
| Ninth Chimney    | Jäckering Gruppe Fabriksgelände, Hamm                                                                                      | 2008    | 18 meter |
| First Chimney II | im Städelgarten, Städelmuseum in Frankfurt am Main, Wiederaufbau des ersten Schornsteins in Stockholm, 2022 de-installiert | 2013    | 10 meter |
| Tenth Chimney    | Tegnérparken in Uppsala | 2015    | 19 meter |

## Tätigkeit als Autor
Seit seiner Tätigkeit als Kunstkritiker bei der zweitgrößten schwedischen Zeitung Aftonbladet im Jahr 1987 hat Svenungsson eine Vielzahl von Artikeln und Essays über Kunst, Architektur und Musik veröffentlicht.
„An Artist's Text Book“, ein Buch aus dem Jahr 2007, befasst sich mit dem Schreiben von Künstlern sowohl aus praktischer als auch aus analytischer Sicht. 2012 erschien die deutsche Version „Ein Künstler-Text-Buch“, mit einem Vorwort des Philosophen Robert Pfaller. Auch auf Französisch (2012) und Slowakisch (2014) liegen Übersetzungen vor.
In der Monografie „Building Chimneys / Bygga Skorsten“ (2008) analysiert Svenungsson gemeinsam mit Jörg Heiser und Catharina Gabrielsson die verschiedenen Aspekte des Schornsteinprojekts, seines bis dato größten Kunstprojektes, im öffentlichen Raum.
In „Making Prints and Thinking About It“ (2019) hinterfragt Svenungsson die Rolle der Druckgrafik für heutige Künstler, einschließlich eines kommentierten Werkverzeichnisses seiner eigenen Druckeditionen.
In „Art Intelligence“ (2024) befasst er sich mit der kommenden Rolle der generativen künstlichen Intelligenz für Künstler und Kunstschaffen.

## Publikationen
- Jan Svenungsson: An Artist's Text Book, Finnish Academy of Fine Arts, Helsinki 2007, ISBN 978-951-53-3009-3 (englisch)
- Catharina Gabrielsson, Jörg Heiser, Jan Svenungsson: Bygga Skorsten/Building Chimneys, Atlantis, Stockholm 2008, ISBN 978-91-7353-281-5 (schwedisch/englisch)
- Jan Svenungsson: Making Prints And Thinking About It, De Gruyter/edition angewandte, Wien 2019, ISBN 978-3-11-063216-3 (englisch)
- Jan Svenungsson: Art Intelligence – How Generative AI Relates to Human Art-Making, transcript, Bielefeld 2024, ISBN 978-3-8394-7472-3 (englisch)